# Tom Struick van Bemmelen
Anthonius Marie (Tom) Struick van Bemmelen (Den Haag, 11 november 1930 - aldaar, 20 februari 2021) was een politicus van de VVD. Hij was lid van de Provinciale Staten van Zuid-Holland van 1974 tot 1987 en lid van de Eerste Kamer van 1983 tot 1987.
In 2005 werd hij benoemd tot Ridder in de Orde van Oranje-Nassau. Bij Koninklijk Besluit van 10 mei 1986, nr. 71, kreeg hij verlof om de naam "Struick" toe te voegen aan zijn achternaam "Van Bemmelen".
Van Bemmelen volgde het HBS-b aan het Grotius Lyceum in Den Haag. Daarna deed hij de officiersopleiding aan het Koninklijk Instituut voor de Marine in Den Helder. Later verwierf hij ook een vliegbrevet van de Koninklijke Luchtmacht.
De voormalig marineofficier Struick van Bemmelen was secretaris buitenland van de VVD. In de Senaat was hij woordvoerder defensie en verkeer & waterstaat. Hij heeft zich intensief beziggehouden met de affaire-Klaas de Jonge, een Nederlandse ontwikkelingswerker die in Zuid-Afrika streed tegen de Apartheid en asiel kreeg in de Nederlandse ambassade in Pretoria. Zo stelde hij namens de VVD kamervragen over het opnieuw verstrekken van een Nederlands paspoort aan De Jonge en de kosten van diens verblijf in het ambassadegebouw. Later werd Struick van Bemmelen voorzitter van de afdeling Nederland van de Israëlische Likoedpartij.

## Loopbaan en nevenfuncties
Loopbaan
- 1956-1973: Officier MLD (Marineluchtvaartdienst)
- 1973-1980: ambtenaar afdeling planning Marinestaf, ministerie van Defensie

Nevenfuncties
- 1974-1987: lid Provinciale Staten van Zuid-Holland
- 1981-1987: secretaris buitenland VVD
- 1983-1987: lid Eerste Kamer der Staten-Generaal
- lid Noord-Atlantische Assemblée
- lid Voorlopige Maatschappelijke Raad voor de Krijgsmacht
- vanaf 2002: voorzitter Likoed Nederland

Opvallend stemgedrag
- Behoorde in 1983 tot de minderheid van zijn fractie die tegen de ontwerp-Tweeverdienerswet stemde
- Behoorde in 1984 tot de minderheid van zijn fractie die tegen het wetsvoorstel verlaging uitkeringspercentages Ziektewet stemde

De informatie op deze pagina, of een eerdere versie daarvan, is geheel of gedeeltelijk afkomstig van www.parlement.com.  Overname was tot 1 februari 2016 toegestaan met bronvermelding.
- Parlement.com: vg09llnqryzu